# دييغو مانيسيرو
دييغو مانيسيرو (بالإسبانية: Diego Manicero)‏ (24 مايو 1985 في الأرجنتين - ) هو لاعب كرة قدم أوروغواني في مركز الهجوم. لعب مع الجامعي دي بيرو.

## روابط خارجية
- دييغو مانيسيرو على موقع قاعدة بيانات كرة القدم.إي يو (الإنجليزية)
- دييغو مانيسيرو على موقع Soccerway.com (الإنجليزية)
- دييغو مانيسيرو على موقع AS.com (الإسبانية)